# Симон, Симона
Симона Симон (фр. Simone Simon; 22 апреля 1910 года — 22 февраля 2005 года) — французская актриса.

## Биография
Симона Тереза Фернанда Симон родилась во французском городе Бетюн, провинция Па-де-Кале, 22 апреля 1910 года. Её отец, француз, был инженером, а мать, родом из Италии — домохозяйкой. Её детство прошло в Марселе, а в 1931 году она переехала в Париж, где первое время работала певицей, затем моделью и дизайнером.
В том же году состоялся её кинодебют в фильме «Неизвестный певец», и за короткий срок Симон стала одной из самых перспективных актрис Франции. В 1934 году, после выхода на экраны картины «Дамское озеро», её заметил знаменитый американский продюсер Дэррил Ф. Занук и пригласил в Голливуд. Несмотря на крупную рекламную кампанию, которую в 1936 году для актрисы устроил Занук, её голливудская карьера не сложилась, и за два года работы там наиболее успешными стали её роли в картинах «Седьмое небо» и «Влюблённые женщины», в которых её коллегой по экрану была первая обладательница премии «Оскар» Джанет Гейнор. В 1938 году, не удовлетворившись своей карьерой в США, Симона Симон вернулась на родину, где в том же году появилась в картине Жана Ренуара «Человек-зверь» .
С началом Второй мировой войны Симона вновь покинула Францию в пользу США, где в последующие годы добилась большего успеха, нежели во время первой поездки. Наиболее запоминающимися стали её роли в фильмах-ужасов и фантастических картинах, таких как «Дьявол и Дэниэл Уэбстер» (1941), «Люди-кошки» (1942) и «Проклятие людей-кошек» (1944). По прошествии десятилетия Симона вернулась во Францию, но там её актёрская карьера стала постепенно угасать. За последующие годы она снялась менее чем в десяти картинах, среди которых «Карусель» (1950), «Оливия» (1951) и «Наслаждение» (1952), а в 1973 году исполнила свою последнюю кинороль в фильме «Женщина в голубом».
Актриса ни разу не была замужем, хотя и имела несколько романов. В 1931—1933 у неё был роман с режиссёром Марком Аллегре, в годы Второй мировой у неё была связь с сербским двойным агентом Душко Поповым, а в 1950-х годах её любовником был женатый французский банкир Алек Вайсвайллер. У неё также был роман с знаменитым американским композитором Джорджом Гершвином. Детей у актрисы не было. 
Симона Симон скончалась в Париже 22 февраля 2005 года в возрасте 94 лет. Спустя несколько дней после её смерти министр культуры Франции Рено Донедье де Вабр выступил с заявлением, в котором говорилось: «…с уходом Симоны Симон мы потеряли одну из самых соблазнительных и ярких звёзд французского кино первой половины XX века».